# Heinkel HD 23
L'Heinkel HD 23 fu un aereo da caccia monomotore biplano sviluppato dall'azienda tedesca Ernst Heinkel Flugzeugwerke AG nei tardi anni venti.
Progettato su richiesta della giapponese Aichi Tokei Denki, la quale ne commissionò il progetto al fine di soddisfare una specifica della Marina imperiale, venne costruito in due prototipi dall'azienda tedesca più altri due da quella giapponese, tuttavia, valutato dalla marina che gli assegnò, in base alle convenzioni di designazione in uso, la designazione di "caccia imbarcato sperimentale Aichi Tipo H", venne giudicato non soddisfacente ed il suo sviluppo interrotto.

## Storia del progetto
Nell'aprile 1926 la marina imperiale, in previsione della prossima necessità di sostituire il caccia imbarcato per la Marina Tipo 10 (1MF) allora in servizio sulle sue portaerei Akagi, Hosho e Kaga, emise una specifica per la fornitura di un nuovo caccia monoposto in grado di operare dalle proprie portaerei contattando Aichi, Mitsubishi Jūkōgyō e Nakajima Hikōki. Tra le caratteristiche richieste il nuovo velivolo avrebbe dovuto incorporare dei dispositivi che ne avrebbero permesso, in caso di ammaraggio forzato, il galleggiamento sulla superficie dell'acqua. Questo requisito suggerì agli uffici di progettazione delle prime due aziende elaborati ed anticonvenzionali soluzioni tecnologiche; tuttavia alla fine fu la proposta molto più convenzionale della Nakajima ad ottenere la preferenza.
Per poter soddisfare la richiesta la Aichi decise di rivolgersi per la prima fase di sviluppo alla tedesca Heinkel, con la quale aveva intrapreso un rapporto di collaborazione, affidandole anche il compito della costruzione dei primi prototipi in previsione di poter acquistarne la licenza di produzione.
Il gruppo di lavoro, per la prima volta alle prese con quella tipologia di velivolo, decise di avviare lo sviluppo parallelo di due varianti, una dotata di convenzionale carrello d'atterraggio ed una idrovolante, quest'ultima tuttavia non risultata interessante alla marina imperiale e per questo ben presto scartata. Il progetto, identificato dall'azienda come HD 23, era relativo ad un velivolo biplano dall'aspetto convenzionale, che tuttavia integrava alcune interessanti soluzioni tecniche. L'HD 23 era realizzato con struttura lignea (tranne la coda in metallo), ricoperta da tela trattata e fogli di compensato, con una fusoliera del tipo avion marine, ovvero dotata nella parte inferiore di una chiglia e che in caso di ammaraggio forzato si comportava come uno scafo, permettendone il galleggiamento, anche grazie ad alcune parti della cellula a tenuta stagna. Al tal fine il modello adottava un carrello sganciabile in volo e l'elica aveva un dispositivo agendo sul quale poteva essere ruotata in posizione orizzontale.
I primi due prototipi avevano motorizzazioni diverse pur mantenendo la medesima architettura 12 cilindri a V e raffreddamento a liquido, uno equipaggiato con un BMW VIA ed il secondo con un Hispano-Suiza.
Dopo essere stati inizialmente testati in Germania, al termine dei primo ciclo di prove vennero inviati via mare raggiungendo il Giappone nell'estate del 1927. Le prove da parte dei collaudatori nipponici iniziarono su entrambi i velivoli nel dicembre 1927 presso la base aerea di Gifu, a Kakamigahara (a nord di Nagoya), suscitando però perplessità per l'eccessivo peso e per le prestazioni deludenti. I prototipi rivelarono una limitata manovrabilità e, grave difetto per un velivolo che doveva operare dalle portaerei, una congenita instabilità in fase di atterraggio.
La valutazione comparativa con i concorrenti Mitsubishi e Nakajima, quest'ultimo un'evoluzione del britannico Gloster Gambet, aggiudicò il contratto alla Nakajima che lo avviò alla produzione in serie ed entrò in servizio con la designazione "lunga" "aereo da caccia imbarcato su portaerei Tipo 3" per poi assumere anche quella "corta" A1N.

## Tecnica
L'HD 23 era un velivolo dall'impostazione apparentemente convenzionale, monomotore in configurazione traente, monoposto con abitacolo aperto e velatura biplana, che incorporava tuttavia alcune inusuali soluzioni tecniche.
La fusoliera, realizzata prevalentemente con struttura lignea, era caratterizzata dalla presenza dell'unico abitacolo aperto destinato al pilota collocato in posizione rialzata. Posteriormente terminava in un convenzionale impennaggio monoderiva dotato di piani orizzontali controventati dalla struttura metallica.
La configurazione alare era biplana, con ala superiore, collocata alta a parasole, ed inferiore, collocata bassa sulla fusoliera, di uguale apertura, a leggero scalamento positivo, collegate tra loro da un solo montante interalare ad "N" per lato e alla fusoliera tramite una serie di puntoni.
Il carrello d'atterraggio manteneva una configurazione convenzionale, un triciclo anteriore fisso integrato posteriormente da un ruotino d'appoggio sotto la coda, tuttavia la sezione anteriore era sganciabile alla bisogna dal pilota.
La propulsione era assicurata da un motore collocato all'apice anteriore della fusoliera in configurazione traente, diverso nella fornitura nei quattro modelli pur mantenendo la medesima architettura interna 12 cilindri a V ed il raffreddamento a liquido, o un BMW VIA capace di erogare una potenza pari a 500 hp (373 kW) o un Hispano-Suiza 12Ha da 450 hp (336 kW), entrambi abbinati ad un'elica bipala in legno a passo fisso.